# ラグーザ
ラグーザ（イタリア語: Ragusa ( 音声ファイル)）は、イタリア共和国シチリア州南部にある都市で、その周辺地域を含む人口約73,000人の基礎自治体（コムーネ）。ラグーザ県の県都である。
旧市街にあたるラグーザ・イブラには、後期バロック様式の建物が多くある。「ヴァル・ディ・ノートの後期バロック様式の町々」として、周辺の町とともにユネスコの世界遺産に登録されている。

## 名称
ラグーサとも表記される。
- シチリア語: Raùsa

## 地理

### 位置・広がり
ラグーザ市街は内陸に位置し、サン・レオナルド谷、サンタ・ドメニカ谷に挟まれた広大な石灰岩の丘の上に広がる。
コムーネとしてのラグーザは、海岸に至る広い市域を持つ。

#### 隣接コムーネ
隣接するコムーネは以下の通り。括弧内のSRはシラクーザ県所属を示す。
- キアラモンテ・グルフィ
- コーミゾ
- ジャッラターナ
- モーディカ
- モンテロッソ・アルモ
- ロゾリーニ (SR)
- サンタ・クローチェ・カメリーナ
- シクリ
- ヴィットーリア

## 歴史
ラグーザの起源は紀元前1千年以前にまでさかのぼれる。一帯には古代シクリ人（シチリアの語源となった民族）の定住地が数カ所あった。現在のラグーザ・イブラはおそらくそのうちの一つの上に成立したもので、定住地の名はヒブラ・ヘライア（Hybla Heraia）といった。
古代都市は標高300mの丘の上にあった。近隣のギリシャ植民都市と接触する状態にあり、近隣の港カマリナのおかげで発展した。短期間のカルタゴ支配の後、ローマ人及び東ローマ帝国の管理下に置かれた。東ローマは市を要塞化して広大な城を建設した。848年、アラブ人がラグーザを占領した。彼らの支配は11世紀まで続き、のちノルマン人が征服した。初代シチリア伯ルッジェーロ1世の子ゴッフレード（it:Goffredo di Ragusa）がラグーザ伯となり、ラグーザを県都に選んだ。中世都市ラグーザはシチリア王国建国に伴い12世紀に創設された。
キアラモンテ家（it:Chiaramonte）の所領として、ラグーザは1296年にモーディカと統合後も県都であり続けた。 民衆の反乱が起きた後の15世紀に、市は特権を失った。
1693年、ラグーザは巨大な地震で大きな被害を受け、5,000人の住民が犠牲となった。この大災害により市は広範囲に再建された。多くのバロック様式建築はこの時期に建てられたものである。市民のほとんどがかつてのパトロ地区にある新しい居住地へ移り、新たにできた自治体をラグーザ・スペリオーレ（Ragusa Superiore）、古代からある都市部分をラグーザ・インフェリオーレ（Ragusa Inferiore）と呼んだ。2つの都市は1926年まで別々のままであったが、時のファシスト政権によりモーディカと替わって、1927年に2つは1つに融合して県都となった。

## 行政

### 分離集落
ラグーザには以下の分離集落（フラツィオーネ）がある。
- Ariazza, Bellocozzo San Giacomo, Bocampello, Calafato, Carnesala Gargallo, Castellana, Castiglione, Cava Giumente, Cilone, Conservatore, Costa, Cutalia, Donnafugata, Fargione, Gaddimeli II, Galerme, Gallina, Gelso, Genisi, Gisolfo, Granatello, Imperatore, Magnì, Maltempo, Marchesa Monte Margi, Marina di Ragusa, Menta, Mistretta, Monsovile, Montesano, Nunziata, Palazzello, Palazzola, Pendente, Piombo, Ponte di Modica, Pozzi, Pozzillo, Punta Braccetto, Puntarazzi, Salinella, Salomone, Santa Barbara, Sant'Antonino, Serra Garofalo, Soprano, Torre del Mastro, Trebastoni, Tresauro

## 見どころ
ラグーザは2つの地区に分けられる。旧市街で標高の低い地点にあるのがラグーザ・イブラ、標高が高い場所にあるのがラグーザ・スペリオーレである。2つはポンティ谷によって分割され切り離されており、深い谷間には4つの橋が架かっている。その橋の中で最も名が知られているのは、18世紀のカップッチーニ橋（Ponte dei Cappuccini）である。

### ラグーザ・スペリオーレ
サン・ジョヴァンニ・バッティスタ聖堂は、ラグーザ・スペリオーレ地区の主要建造物である。聖堂は古代都市ラグーザの西部分に始まり、中世の城壁の下にある（中世の城は現在サンタ・アニェーゼ教会となっている）。最初、以前より小さな建物が1693年地震の後に素早く建てられた。しかし、すぐにそれが不十分であることがわかった。現在の建物は、1718年から1778年の間に建てられたもので、典型的な南シチリア・バロック様式のファサードをもつ（3つの入り口と彫刻物、聖母マリア、洗礼者ヨハネ、福音者ヨハネを表した彫像などがある）。円柱の上部様式には当時のイタリアとフランスの流行がそれぞれみられる、2つの時計がある。左側の高いカンパニエーレ（鐘楼）もバロック様式である。
装飾されたバロックの内部はラテン十字型で、本堂と2つの側廊は金で美しく飾られた3つの柱廊で隔てられている。どの円柱も、洗礼者ヨハネを表す聖書の一場面が刻まれている。本堂のヴォールトと司祭席は、ロココ様式の化粧しっくいで装飾されている。これはジュゼッペ・ジャンフォルマとジョアッキーノ・ジャンフォルマの手によるもので、彼らは交差廊の壁がんにある2つの彫像の作者でもある。 ドームは1783年に建てられ、20世紀になってから銅板で覆われた。側面礼拝堂は、19世紀の多彩色大理石で装飾された祭壇で特徴づけられている。
注目すべきは、先史時台から後期ローマ帝国にいたる6つの部門に分かれた展示をしているイブレアン考古学博物館である。 

### ラグーザ・イブラ

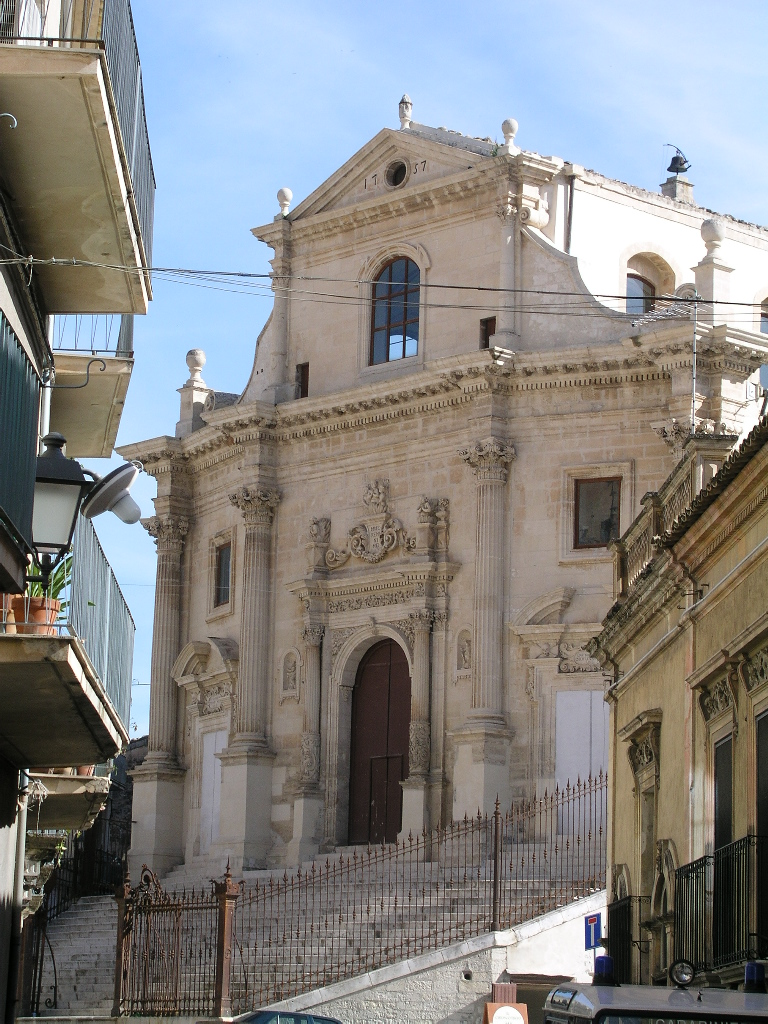
サンテ・アニメ・デル・プルガトリオ教会、1693年の地震以後に建てられたバロック様式建築の一つ

ラグーザ・イブラには、バロック様式の建築が広く見られ、非常に美しい邸宅や教会がいくつかある。
サン・ジョルジョ聖堂は建築家ロザリオ・ガリャルディにより1738年に建設が開始された。教会の代用となっていた建物は1693年地震で破壊され、かつての部分であるカタルーニャ風ゴシック様式の入り口だけが今も見ることができる。ファサードは250段ある一連階段、どっしりとした装飾円柱、聖人像、装飾された入り口によって特徴づけられる。内部はラテン十字型で、2つの側廊は半円アプスで終わる。上部は1820年に建てられた新古典主義建築の広大なドームで覆われている。
ラグーザ・イブラとラグーザ・スペリオーレをつなぐ幅が狭い通りは、サンタ・マリア・デッレ・スカレ教会（15世紀から16世紀にかけ建設）へ向かう。この教会はとりわけ興味深い。1693年地震で被害を受けたため、教会半分はバロック様式で再建され、被害を免れた部分は元々のゴシック様式（右側廊にある3つのカタルーニャ様式入り口を含む）のままである。地震に耐えた古い部分で最も新しい礼拝堂には、ルネサンス期の入り口がある。礼拝堂は18世紀の数名のシチリア人画家らの作品を所蔵する。
サンテ・アニメ・デル・プルガトリオ教会（魂の贖罪教会）には、バロックの入り口がある。サンタ・マリア・デリトリア教会は17世紀にマルタ騎士団が建て、カルタジローネ産陶器のあるカンパニエーレ（鐘楼）、マッティア・プレティが奉納した絵画を持つ。
サン・ジョルジョ教会はロザリオ・ガリャルディ設計のもと、1739年から1775年にかけ建てられた。ファサードは円柱の列が特徴的である。祭器保管室には価値の高い銀器が収められている。近隣のサン・ジュゼッペ教会にも小さいが同じようなものがある。 
サンタントーニオ教会はゴシック様式の入り口が特徴のノルマン建築で、インマコラータ教会は優れた14世紀の入り口を誇る。
サン・ジョルジョ・ヴェッキオ教会にはカタルーニャ・ゴシック様式入り口のあるファサードがある。このファサード上部のレリーフには、『ドラゴンを殺す聖ゲオルギウス』と、アラゴン王家の紋章であるワシが彫られている。
イブレアン庭園は、カップッチーニ・ヴェッキ教会、サン・ジャコモ教会（14世紀）、サン・ドメニコ教会の3つのパノラマが見られる。
ザッコ邸はバロック様式の建物で、コリント式円柱が、美しくかたどられた鉄細工のバルコニー、女像柱、グロテスクを支えている。

## 姉妹都市
- ドゥブロヴニク、クロアチア
- ムスタ、マルタ
- リトル・ロック、アメリカ合衆国
- アスンシオン、パラグアイ
- オワーズ県、フランス
- ミラノ、イタリア

## ギャラリー
- ラグーザ・イブラのサン・ジュゼッペ教会
- ラグーザ・イブラのサン・ジョルジョ聖堂
- サン・ジョルジョ聖堂内部